# ZVV Ede
ZVV Ede is een Nederlandse zaalvoetbalclub uit Ede. De zaalvoetbalvereniging werd in 2013 opgericht en speelt haar thuiswedstrijden in sportcomplex Van der Knaaphal.

## Teams
Het eerste team bij de mannen speelde in de seizoenen 2016/17 en 2017/18 in de Topklasse. Sinds seizoen 2018/19 kwam het uit in de Eerste Divisie. In het seizoen 2023/2024 debuteert dit team op het hoogste niveau in de Eredivisie, terwijl het tweede team uit komt in de Eerste Divisie.
In het seizoen 2021/22 werd ZVV Ede tweede in de eerste divisie en liep daarmee promotie naar de eredivisie net mis. In het seizoen 2022/23 stuntte ZVV Ede door als eerstedivisionist de finale van de KNVB Beker te halen. Er werden op weg naar de finale twee eredivisionisten uitgeschakeld. In de finale was de koploper van de eredivisie FC Eindhoven met 9-1 te sterk. In ditzelfde seizoen werd ZVV Ede kampioen van de Eerste Divisie C en promoveerde hierdoor voor het eerst naar de Eredivisie.
In het seizoen 2023/24 debuteerde ZVV Ede in de eredivisie. Tevens mocht de club als verliezend bekerfinalist spelen om de Supercup, omdat FC Eindhoven zowel landskampioen als bekerwinnaar was in het vorige seizoen. FC Eindhoven bleek ook in de Supercup te sterk voor ZVV Ede.
In de eredivisie eindigde ZVV Ede op de 9e plaats in de eerste fase van de competitie. Dit was een plaats te laag voor plaatsing voor de kampioensgroep. In de degradatiegroep wist ZVV Ede rechtstreekse degradatie te vermijden door niet bij de onderste twee ploegen te eindigen. De club besloot na afloop van het debuutseizoen om vrijwillig te degraderen uit de eredivisie en de nacompetitie niet meer te spelen.
ZVV Ede besloot om te stoppen met zaalvoetbal op landelijk niveau en gaat in het seizoen 2024/25 in een regionale klasse spelen.

### Prestaties
2015/16: Gepromoveerd naar de Hoofdklasse en bekerwinnaar B-categorie (District Oost)
2016/17: Gepromoveerd naar de Topklasse
2017/18: Kampioen Topklasse (promotie naar Eerste divisie)
2018/19: 6e plaats Eerste divisie
2019/20: 3e plaats Eerste divisie (competitie afgebroken vanwege de coronapandemie)
2019/20: Halvefinalist KNVB Beker (toernooi afgebroken vanwege de coronapandemie)
2021/22: 2e plaats Eerste divisie
2022/23: Kampioen Eerste Divisie C (promotie naar Eredivisie)
2022/23: verliezend finalist KNVB Beker
2023/24: verliezend finalist Supercup
2023/24: Debuutseizoen in Eredivisie, vrijwillige degradatie